# Hermann Sommer
Hermann Sommer (* 3. November 1882 in Berlin; † nach 25. Juni 1945 in einem sowjetischen Gefangenenlager) war ein deutscher Verwaltungsjurist und Richter.

## Leben
Als Sohn des gleichnamigen Landrats und seiner Frau Hedwig Agnes Henriette geb. Bogisch besuchte Sommer das humanistische Prinz-Heinrich-Gymnasium Berlin. Nach dem Abitur studierte er ab 1901 Rechtswissenschaft an der Universität Genf, der Ruprecht-Karls-Universität Heidelberg, der  Kaiser-Wilhelms-Universität Straßburg und der Ernst-Moritz-Arndt-Universität Greifswald. 1903 wurde er Mitglied des Corps Rhenania Straßburg. Am 1. Oktober desselben Jahres trat er als Einjährig-Freiwilliger in das  2. Oberelsässische Feldartillerie-Regiment Nr. 51. Am 10. August 1906 bestand er am Oberlandesgericht Stettin die Erste Juristische Staatsprüfung. Im selben Jahr wurde er in Greifswald zum Dr. iur.  promoviert. Das Thema seiner Dissertation lautete "Die Ersatzpflicht des Gläubigers bei Pfändung und Versteigerung dem Schuldner nicht gehöriger Sachen." Zu dieser Zeit war er Gerichtsreferendar beim Amtsgericht Neuruppin.
Sommer trat in Preußens Verwaltungsdienst und wurde am 1. November 1906 Regierungsreferendar bei der  Regierung in Königsberg. Im Sommer 1907 wurde er bis zum Mai 1908 aus Gesundheitsgründen beurlaubt. Anschließend war er Referendar beim Landkreis Wiesbaden, im Magistrat von Wiesbaden-Biebrich und bei der  Regierung in Kassel. In Wiesbaden heiratete er am 12. Juni 1909 Margareta Brosien (* 26. April 1889 in Mainz, * 16. März 1980 in Berlin-Zehlendorf). Ihr Sohn Hans-Hermann Sommer kam am 30. März 1910 in Wiesbaden zur Welt, Tochter Annemarie am 16. Juli 1912 in Saarbrücken. Am 26. November 1910 kam er als Regierungsassessor zur Polizeidirektion Saarbrücken. Im November 1916, im  Ersten Weltkrieg, wurde er mit der vertretungsweisen Verwaltung des  Landratsamtes Weißenfels betraut. Im Mai 1917 wurde er zum kommissarischen Landrat im Kreis St. Wendel ernannt und übernahm das Amt im Mai des Folgejahres definitiv. Im ausgehenden Ersten Weltkrieg setzte er die staatlich angeordnete Zwangswirtschaft erfolgreich um. Im August 1919 legte er – ehe ihn die französischen Besatzungsbehörden ausweisen konnten – sein Amt nieder, verließ St. Wendel und reiste nach Berlin. Da zunächst kein neuer Landrat ernannt wurde, übernahm Alfred Friedrich in seiner Eigenschaft als Kreisdeputierter vorübergehend dessen Verwaltungsaufgaben.
In der Weimarer Republik wurde Sommer 1921 Landrat des Kreises Pyritz in der Provinz Pommern. Die  Preußische Staatsregierung ernannte ihn am 1. Mai 1924 zum Kurator der Universität Halle, am 1. April 1928 zum Kurator der Universität Greifswald.
In der Zeit des Nationalsozialismus war Sommer seit dem 1. April 1934 Oberverwaltungsgerichtsrat am  Preußischen Oberverwaltungsgericht. Am 1. Dezember 1941 wurde er zum Oberverwaltungsrichter am Reichsverwaltungsgericht ernannt. Am 26. März 1943 erfolgte die Ernennung zum Reichsrichter am Reichsverwaltungsgericht.
Zwei Monate vor der Besetzung Berlins durch die Rote Armee schickte Sommer seine Familie nach Westfalen; er blieb aber als Leiter einer Abteilung des Reichsschadensamtes in Berlin. Am 17. Mai 1945 wurde er in seiner Wohnung inhaftiert und am 25. Juni 1945 durch das Militärgericht der 8. Gardearmee zu 10 Jahren Lagerhaft verurteilt. Seitdem ist er verschollen. Auf Ersuchen seiner Witwe wurde er durch Entscheidung des Amtsgerichts Schöneberg in Berlin-Schöneberg vom 13. Dezember 1951 (Aktenzeichen 34 II 1658/1951) für tot erklärt. Als Zeitpunkt des Todes ist der 31. Dezember 1945 festgestellt. Am 22. Oktober 2001 wurde er gemäß Art. 3 Pkt. „a“ des Gesetzes der Russischen Föderation „über die Rehabilitierung der Opfer politischer Repressionen“ vom 18. Oktober 1991 rehabilitiert (Aktenzeichen 7u/3-3094-01).

## Schriften
- Lebenserinnerungen[6]
  - Der Landrat und der Arbeiter- und Bauernrat im November des Kriegsjahres 1917 in St. Wendel. In: Heimatbuch des Landkreises St. Wendel 21 (1985/86), S. 171–181 (online als PDF bei landkreis-st-wendel.de).
  - Französische Besetzung. St. Wendel im Dezember 1918. In: Heimatbuch des Landkreises St. Wendel 22 (1987/88), S. 136–149 (online als PDF bei landkreis-st-wendel.de).
  - Bevor der Landkreis St. Wendel 1919 geteilt wurde. Das Ende der Amtszeit des letzten preußischen Landrats. In: Heimatbuch des Landkreises St. Wendel 23 (1989/90), S. 117–136 (online als PDF bei landkreis-st-wendel.de).
- Roland Geiger: Eine preußische Familie. Aus den Lebenserinnerungen von Hermann und Margarete Sommer. Eigenverlag, St. Wendel 2022.